# Запорожець Василь Порфирович
Василь Порфирович Запорожець (1900 — ?) — український радянський діяч, міністр торгівлі Української РСР. Депутат Верховної Ради УРСР 3-го скликання.

## Життєпис
Працював на відповідальні роботі в органах торгівлі. Член ВКП(б) з 1940 року.
На 1944 — жовтень 1946 року — завідувач Запорізького обласного торгового відділу.
У жовтні 1946 — 1950 року — заступник міністра торгівлі Української РСР.
21 серпня 1950 — квітень 1953 року — міністр торгівлі Української РСР.
У квітні 1953 — січні 1959 року — заступник міністра, в січні 1959 — січні 1962 року — 1-й заступник міністра торгівлі Української РСР.
У 1961 році був директором Павільйону Української РСР на Міжнародному ярмарку в місті Загребі (Югославія).
З січня 1962 року — персональний пенсіонер.
На червень 1967 року — уповноважений Всесоюзної торгової палати по Українській РСР.

## Родина
Одружений, мав двох дітей.

## Нагороди
- орден Трудового Червоного Прапора (19.12.1944)
- ордени
- медалі
- Почесна грамота Президії Верховної Ради Української РСР (13.10.1960)